# Кубок обладателей кубков ЕКВ среди женщин 1988/1989
17-й розыгрыш Кубка обладателей кубков ЕКВ среди женщин проходил с 5 ноября 1988 по 14 февраля 1989 года с участием 21 клубной команды стран-членов Европейской конфедерации волейбола. Победителем стала советская команда АДК (Алма-Ата).

## Команды-участницы
| Страна       | Команда                        |
| ------------ | ------------------------------ |
| Австрия      | «Вюстенрот» (Зальцбург)        |
| Бельгия      | «Херманас» (Вервик)            |
| Болгария     | «Левски-Спартак» (София)       |
| Венгрия      | «Уйпешти Дожа» (Будапешт)      |
| ГДР          | «Трактор» (Шверин)             |
| Греция       | «Филатлитикос» (Салоники)      |
| Дания        | «Слагельсе» (Слагельсе)        |
| Израиль      | «Хапоэль» (Мате-Ашер)          |
| Испания      | «Тормо-Барбера» (Хатива)       |
| Италия       | «Вини ди Пулья» (Бари)         |
| Кипр         | «Олимпиада-Неаполис» (Никосия) |
| Нидерланды   | «Лонга’59» (Лихтенворде)       |
| СССР         | АДК (Алма-Ата)                 |
| СССР         | ЦСКА (Москва)                  |
| Турция       | «Галатасарай» (Стамбул)        |
| Финляндия    | «Кархулан Вейкот» (Котка)      |
| Франция      | «Расинг Клуб де Канн» (Канны)  |
| ФРГ          | «Фойербах» (Штутгарт)          |
| Чехословакия | «Славия» (Братислава)          |
| Швейцария    | БТВ (Люцерн)                   |
| Югославия    | «Палома-Браник» (Марибор)      |

## Система проведения розыгрыша
В турнире принимают участие команды 20 стран-членов ЕКВ (20 представителей национальных чемпионатов или Кубков своих стран и советский ЦСКА в качестве победителя предыдущего розыгрыша). Во всех стадиях турнира применяется система плей-офф, то есть команды делятся на пары и проводят между собой по два матча с разъездами. Победителем пары выходит команда, одержавшая две победы. В случае равенства побед победителем становится команда, имеющая лучшее соотношение партий по сумме обоих матчей. В случае равенства и этого показателя в дальнейшую стадию плей-офф выходит команда, имеющая лучшее соотношение игровых очков по сумме матчей.
В 1-м раунде плей-офф приняли участие 10 команд. 5 победителей пар 1-го раунда выходят в 1/8 финала, где к ним присоединяются 11 команд, освобождённых от участия в стартовом раунде. 
8 команд-участниц четвертьфинала плей-офф определяют четырёх участников финального этапа.
Финальный этап состоит из предварительного раунда, полуфинала и двух финалов (за 3-е и 1-е места). Пары предварительного раунда определяются жеребьёвкой. Победители пар в полуфинальных матчах против проигравших определяют участников финала.

## 1-й раунд
ноябрь 1988
 «Тормо-Барбера» (Хатива) —  «Расинг Клуб де Канн» (Канны)
5 ноября. 3:2 (15:10, 7:15, 15:10, 13:15, 15:4).
11 ноября. 1:3 (12:15, 15:4, 10:15, 10:15).
 «Палома-Браник» (Марибор) —  «Олимпиада-Неаполис» (Никосия)
5 ноября. 3:0.
12 ноября. 3:0 (15:2, 15:1, 15:1).
 «Кархулан Вейкот» (Котка) —  «Слагельсе»
5 ноября. 3:0 (15:5, 15:5, 15:4).
11 ноября. 3:0 (15:10, 15:1, 15:9).
 «Лонга’59» (Лихтенворде) —  «Вюстенрот» (Зальцбург)
6 ноября. 3:0 (15:4, 15:10, 15:6).
13 ноября. 3:1 (15:7, 15:7, 9:15, 15:12).
 БТВ (Люцерн) —  «Херманас» (Вервик)
6 ноября. 3:1 (15:3, 8:15, 17:15, 15:10).
.. ноября. 2:3.
От участия в первом раунде освобождены:
| «Левски-Спартак» (София) «Уйпешти Дожа» (Будапешт) «Трактор» (Шверин «Филатлитикос» (Салоники) «Хапоэль» (Мате-Ашер) «Вини ди Пулья» (Бари) | АДК (Алма-Ата) ЦСКА (Москва) «Галатасарай» (Стамбул) «Фойербах» (Штутгарт) «Славия» (Братислава) |

## 1/8 финала
декабрь 1988
 «Фойербах» (Штутгарт) —  АДК (Алма-Ата)
3 декабря. 2:3.
12 декабря. 2:3.
 «Филатлитикос» (Салоники) —  «Расинг Клуб де Канн» (Канны)
4 декабря. 0:3 (10:15, 7:15, 8:15).
10 декабря. 0:3 (7:15, 7:15, 4:15).
 «Кархулан Вейкот» (Котка) —  «Трактор» (Шверин)
4 декабря. 2:3 (15:7, 10:15, 1:15, 15:11, 11:15).
10 декабря. 0:3 (2:15, 3:15, 8:15).
 «Лонга’59» (Лихтенворде) —  «Галатасарай» (Стамбул)
3 декабря. 1:3 (16:14, 6:15, 11:15, 6:15).
10 декабря. 1:3 (13:15, 14:16, 15:13, 2:15).
 ЦСКА (Москва) —  «Палома-Браник» (Марибор)
.. декабря. 3:0.
.. декабря. 3:1.
 «Хапоэль» (Мате-Ашер) —  «Левски-Спартак» (София)
4 декабря. 0:3 (6:15, 3:15, 9:15).
11 декабря. 0:3 (2:15, 2:15, 3:15).
 БТВ (Люцерн) —  «Славия» (Братислава)
11 декабря. 0:3 (5:15, 6:15, 8:15).
12 декабря. 1:3 (6:15, 9:15, 15:12, 8:15).
 «Вини ди Пулья» (Бари) —  «Уйпешти Дожа» (Будапешт)
3 декабря. 3:0 (15:11, 15:7, 15:2).
11 декабря. 3:1.

## Четвертьфинал
январь 1989
 АДК (Алма-Ата) —  «Расинг Клуб де Канн» (Канны)
11 января. 3:0 (15:5, 15:9, 15:10).
18 января. 3:0 (15:9, 15:7, 15:13).
 «Трактор» (Шверин) —  «Галатасарай» (Стамбул)
17 января. 3:1 (15:4, 14:16, 16:14, 15:-).
18 января. 3:0 (15:5, 15:7, 15:9). Оба матча прошли в Шверине.
 ЦСКА (Москва) —  «Левски-Спартак» (София)
.. января. 3:0.
18 января. 1:3 (7:15, 12:15, 16:14, 10:15).
 «Славия» (Братислава) —  «Вини ди Пулья» (Бари)
11 января. 3:0 (15:5, 15:1, 15:10).
18 января. 0:3 (4:15, 8:15, 9:15). Соотношение игровых очков по сумме двух матчей — 66:61.

## Финал четырёх
12—14 февраля 1989.  Бари.
Участники:
 «Трактор» (Шверин)

 АДК (Алма-Ата)

 ЦСКА (Москва)

 «Славия» (Братислава)

### Предварительный раунд
12 февраля
 АДК —  «Славия»
3:0 (15:3, 15:7, 15:5).
 «Трактор» —  ЦСКА
3:2 (15:13, 15:11, 6:15, 1:15, 15:12).

### Полуфинал
13 февраля
 АДК —  ЦСКА
3:0 (15:11, 15:10, 15:10).
 «Трактор» —  «Славия»
3:1 (6:15, 15:9, 15:4, 18:16).

### Матч за 3-е место
14 февраля
 ЦСКА —  «Славия»
3:0 (15:9, 15:11, 15:8).

### Финал
14 февраля
 АДК —  «Трактор»
3:1 (15:7, 4:15, 15:11, 15:13).

### Итоги

#### Положение команд
| АДК (Алма-Ата)           |
| «Трактор» (Шверин)       |
| ЦСКА (Москва)            |
| 4. «Славия» (Братислава) |

#### Призёры
АДК (Алма-Ата): О.Козаченко, Светлана Лихолетова, Татьяна Меньшова, О.Носач, Людмила Носенко, Елена Овчинникова, Ольга Прокопьева, Элла Райбер, Ирина Светлова, Марина Чуксеева, Елена Шишкина, Ирина Щербакова. Главный тренер — Нелли Щербакова.
  «Трактор» (Шверин): Дёрте Штюдеман, Мартина Шварц, Уте Ольденбург-Штеппин, Сильвия Ролль, Уте Биттерлих, Кристина Шульц, Дёрте Крюгер, Анке Линдеман, … Главный тренер — Герхард Фиделак.
  ЦСКА (Москва): Дина Качалова, Марина Кирьякова, Марина Кумыш, Ольга Баринова, Светлана Сафронова, Татьяна Сидоренко, … Главный тренер — Виктор Борщ.